# Laccophilus cyclopis
Laccophilus cyclopis är en skalbaggsart som beskrevs av Sharp 1882. Laccophilus cyclopis ingår i släktet Laccophilus och familjen dykare. Inga underarter finns listade i Catalogue of Life.